# Kanson Arahata
Kanson Arahata (荒畑 寒村 Arahata Kanson?) (荒畑 寒村 Arahata Kanson?) conocido como Arahata Katsuzō (荒畑 勝三, 14 de agosto de 1887 - 6 de marzo de 1981) fue un líder laboral japonés del siglo XX, político y escritor, participando en muchos de los movimientos de izquierdas de la era. Empezó como socialista, y luego como un anarco-sindicalista, y después un comunista, finalmente sirviendo en la Dieta como representativo de la Japón de posguerra en el Partido Socialista.
Nació en Yokohama, se unió a la asociación socialista Heiminsha (平民社) en 1904 y fue entre aquellos arrestados durante el Incidente de la Bandera Roja (赤旗事件 Akahata Jiken) de 1908. Arahata Publicó Kindai Shisō (近代思想 "Moderno Pensado") con Sakae Osugi. Fue miembro  del primer Comité Central del Partido Comunista Japonés y pertenecido al Rōnō Facción. Después de la guerra  estuvo en el Comité Ejecutivo Central del Partido Socialdemócrata japonés de 1946 a 1948 y sirvió en la Dieta de 1946 a 1949 y gastó su tiempo después de aquella época escribiendo.